# Зиненко, Георгий Данилович
Георгий Данилович Зиненко — советский хозяйственный, государственный и политический деятель.

## Биография
Родился в 1919 году в Полтаве. Член КПСС.
Участник Великой Отечественной войны в составе 28-го запасного артиллерийского полка Брянского фронта, 2 Прибалтийского фронта, Ленинградского фронта, 371-й стрелковой дивизии. С 1943 года — на хозяйственной, общественной и политической работе. В 1952—1980 гг. — конструктор, руководитель группы конструкторов в отделе главного конструктора, начальник корпусного отдела на заводе «Красное Сормово».
За создание и серийное строительство судов нового класса смешанного плавания река — море и за осуществление высокоэффективных бесперевалочных перевозок грузов на внешнеторговых и внутрисоюзных линиях был в составе коллектива удостоен Государственной премии СССР в области науки и техники 1972 года.
Умер в Горьком в 1980 году.